# ستيفن هوفمان (لاعب كرة قدم)
ستيفن هوفمان (بالإنجليزية: Steven Hoffman) (31 يناير 1994 بكيب تاون في جنوب أفريقيا - ) هو لاعب كرة قدم جنوب أفريقي في مركز حراسة المرمى. لعب مع بيدفيست ويتس وVasco da Gama F.C. ‏.

## وصلات خارجية
- ستيفن هوفمان على موقع قاعدة بيانات كرة القدم.إي يو (الإنجليزية)
- ستيفن هوفمان على موقع Soccerway.com (الإنجليزية)